# مایلز استندیش

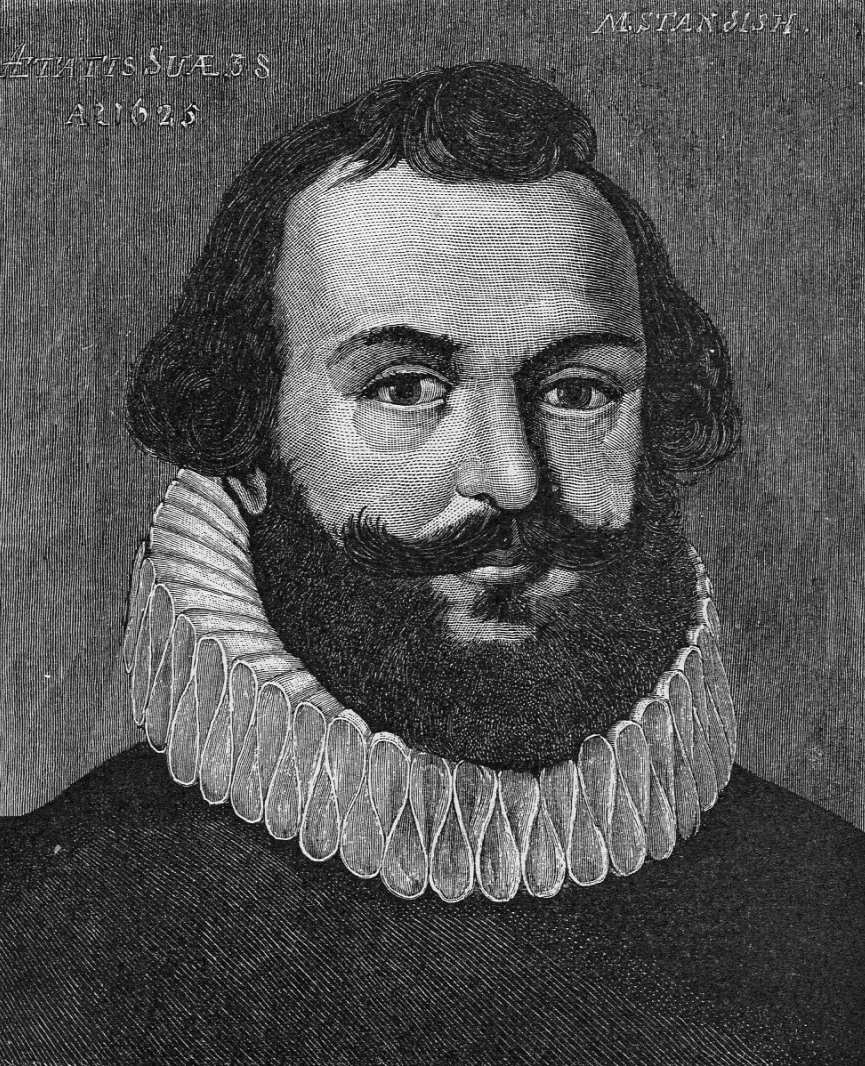
Myles Standish

مایلز استندیش (۱۵۴۸–۳ اکتبر ۱۶۵۶)یک افسر نظامی انگلیسی توسط پیوریتن‌ها و به عنوان مشاور نظامی در مستعمره پلیموت بود. او به همراه پیوریتن‌ها در کشتی میفلاور بود و به زودی نقش یک رهبر را در دولت بازی کرد و شروع به دفاع از مستعمره پلیموت نمود. در ۱۷ فوریه ۱۶۲۱ او را به عنوان اولین فرمانده نظامی مستعمره پلیموت انتخاب کردند؛ و با انتخاب مجدد این موقعیت برای در بقیه عمر ادامه یافت. استندیش به عنوان یک کارگزار در مستعمره پلیموت در انگلیس و به عنوان دستیار فرماندار و به عنوان خزانه دار مستعمره پلیموت خدمت کرد. او همچنین یکی از اولین مهاجران و بنیانگذاران شهر داکسبری و ماساچوست بود